# Cryptocranium laterale
Cryptocranium laterale är en skalbaggsart som beskrevs av Lacordaire 1830. Cryptocranium laterale ingår i släktet Cryptocranium och familjen långhorningar. Inga underarter finns listade i Catalogue of Life.